# Blind Obsession
Blind obsession és una pel·lícula independent estatunidenca dirigida per Robert Malenfant el 2001.

## Argument
Jack queda cec després d'anys de servei en la policia, en resposta a una poca traça en una confrontació amb malfactors. El seu món canvia del tot llavors...

## Repartiment
- Brad Johnson: Jack Fletcher
- Megan Gallagher: Rebecca Rose
- Roxana Zal: Bedelia Rose
- Leslie Hardy: Amy Brannigan
- Ken Kercheval: Harrison Pendragon
- Tony Panterra: Axel Vincenzo
- Christopher Kriesa: Frank Dodge
- Steve Stapenhorst: Dr. Locker